# Trema micranthum
Trema micranthum là một loài thực vật có hoa trong họ Cannabaceae. Loài này được Carl Linnaeus miêu tả khoa học đầu tiên năm 1759 dưới danh pháp Rhamnus micranthus (ông coi Rhamnus là danh từ giống đực). Năm 1856 Carl Ludwig Blume chuyển nó sang chi Trema với danh pháp Trema micrantha. Do Trema là danh  từ  giống trung nên danh pháp chính xác là Trema micranthum. Cụ thể xem Từ  nguyên của chi Hu.

## Phân bố
Loài bản địa Mexico, Trung Mỹ, Nam Mỹ (tới đông bắc Argentina nhưng không có ở Chile), miền nam Hoa Kỳ (Florida), Cuba và các đảo trong biển Caribe.